# 윤손하
윤손하(1975년 11월 17일 ~ )는 대한민국 전북 전주시 출신의 前 배우이자 가수이다. 2001년 일본에 진출한 이래 큰 인기를 끌어 초기의 한류스타로 유명했다.
2017년, 아들의 동급생 폭행 사건으로 인해 큰 비난을 받았고 연예계를 떠났다.

## 학력
- 대구송현초등학교 졸업
- 대서중학교 졸업
- 대구여자고등학교 졸업

## 약력
- 1994년 미스춘향선발대회에서 선에 뽑혔다.
- 1994년 KBS 16기 공채 탤런트로 데뷔하였다.
- 1997년 MBC의 캠퍼스 드라마 《Ready Go!》에서 원빈, 차태현과 함께 출연했으며 드라마 OST에서 부른 "언젠가"라는 곡이 8번 트랙에 수록되어있고 같은 채널 《영웅반란》에 앞서 동시간대 KBS 2TV 《질주》캐스팅 제의를 받았으나 시작 전에 《영웅반란》으로 가버려 MBC 측으로부터 항의를 받아 《질주》 캐스팅이 무산됐으며[1] KBS는 본인(윤손하) 문제 외에도 1995년 슈퍼탤런트 1기(공채 17기) 출신 박상아가 1996년 여름  KBS와 전속기간이 끝나지 않았음에도 매니저의 일방적 판단 아래 SBS 《8월의 신부》에 출연했다가 괘씸죄에 걸려[2] 한동안 KBS  출연이 금지된 데다 박상아와 동기였던 송윤아 차태현 등도 전속계약 종료 후 타방송행 열차를 탄 데 이어 IMF 등 여러 가지 이유 탓인지 1997년 슈퍼탤런트 3기(공채 19기)를 끝으로 폐지했고 2000년 KBS 2TV  월화 미니시리즈 《눈꽃》으로 KBS 복귀를 했지만 기대 이하의 성적에 그쳤으며 KBS는 2003년 10월 제 20기로 공채 탤런트 제도를 재개했지만[3]  연예기획사의 등장 등[4]  여러 가지 이유 탓인지 한동안 중단됐고 2008년 10월 제 21기로[5]  재개됐으나 이 시기를 끝으로 또다시 폐지됐다.
- 2001년 일본에 진출해서 《다시 한번 키스(もう一度キス)》(NHK)의 여주인공으로 데뷔하였다(당시에는 본명으로 활동). 그 뒤 드라마 《파이팅 걸(ファイティングガール)》(후지 TV)에서 후카다 쿄코와 함께 출연하였다.
- 현재는 활동은 한국보다는 일본 중심으로 하며 일본 버라이어티 방송이나 어학방송을 중심으로 활동하고 있다.
- 2004년 일본에서 'sona'라는 예명으로 싱글 앨범 《보고싶다(会いたい)》로 가수 데뷔를 하였다.
- 2006년 7월 서울에서 영화관련 미술제작회사와 음식점을 경영하는 청년사업가와 결혼식을 올렸다.[6]
- 2008년 9월에 아들 시우(時雨)를 출산했다.
- 2008년 12월 5일 일본 TBS 《시간단축생활가이드 쇼》(時短生活ガイドSHOW)에 출연하며 일본에서 본격 방송활동 컴백을 선언하였다.[7]

## 연기 활동 및 출연

### 드라마 (대한민국)
- 1994년 KBS2 《숨은 그림 찾기》
- 1995년 KBS 《사랑의 인사》 19회 ~ 마지막회
- 1995년 KBS 《장녹수》 - 송화 역
- 1995년 KBS 《바람은 불어도》 - 정영주 역
- 1995년 KBS 《인간극장 - 고등어와 크레파스》 - 엄지 역
- 1996년 KBS 《파파 (PaPa)》 - 간호사 역
- 1996년 MBC 《아이싱》 - 현수 역
- 1997년 MBC 《영웅반란》 - 박춘복 역
- 1997년 MBC 《Ready Go!》 - 이서경 역
- 1998년 MBC 《대왕의 길》 - 숙의 문씨 역
- 1998년 SBS 《파트너》 - 세나 역
- 1999년 MBC 《우리가 정말 사랑했을까》
- 2000년 MBC 《논스톱》 - 17회 특별출연
- 2000년 KBS 《눈꽃》 - 유선 역
- 2001년 MBC 《뉴 논스톱》 181회 ~ 189회 특별출연
- 2007년 SBS 《연인이여》[8]
- 2010년 KBS2 《도망자 플랜 B》 - 황미진 (황교수) 역
- 2013년 SBS 《못난이 주의보》 - 유정연 역
- 2013년 SBS 《상속자들》 - 이에스더 역
- 2015년 SBS 《황홀한 이웃》 - 공수래 역
- 2015년 SBS 《육룡이 나르샤》 - 초영 역
- 2017년 KBS2 《최고의 한방》 - 홍보희 역

### 영화 (대한민국)
- 2014년 《하이힐》 - 정유정 역 (특별출연)

### 드라마 (일본)
- 2001년 NHK 《다시 한번 키스》 (もう一度キス) - 정화 역
- 2001년 후지 TV 《파이팅 걸》 (ファイティングガール) - 종아미 역
- 2001년 NHK 《지상의 사랑》 (至上の恋~愛は海を越えて~)
- 2002년 NTV 《나이트 하스피탈》 (ナイトホスピタル～病気は眠らない～ナイトホスピタル) - 안은미 역
- 2003년 TBS 《GOOD LUCK!!》 - 박미숙 역
- 2003년 NHK 종합 《싱글벙글(니코니코)일기》 (ニコニコ日記) - 카나코 역
- 2003년 NTV 《내일 날씨 맑음》 (あした天気になあれ) - 케이트 역
- 2006년 4월 18일 NTV 《드라마 컴플렉스 프리즌 걸》 (ドラマ・コンプレックス プリズン・ガール) - 캐티 역

### 영화 (일본)
- 2003년 《키사라즈 캣츠아이 일본시리즈》 (木更津キャッツアイ 日本シリーズ)
- 2005년 《타나카히로시의 모든 것》(タナカヒロシのすべて)
- 2006년 《키사라즈 캣츠아이 월드시리즈》 (木更津キャッツアイ ワールドシリーズ)
- 2007년 《마지막 사랑》 (ラストラブ)

### 예능
- 1997년 ~ 1998년 《이 밤을 사랑해》iTV (MC)
- 1998년 《TV는 사랑을 싣고》KBS2 (게스트)
- 1998년 ~ 1999년 《연예가중계》KBS2 (MC)
- 2009년 《일요일 일요일 밤에》 MBC (MC)
- 2009년 6월 2일 《산마 고텐》 (さんま御殿) NTV
- 2014년 《별친구》 KBS2
- 2015년 《정보끝판왕 황금마차》 TV조선
- 2015년 《동상이몽, 괜찮아 괜찮아》 SBS (게스트)
- 2016년 《어쩌다 어른》 OtvN
- 2016년 《살림하는 남자들》 KBS2
- 2016년 《김제동의 톡투유 - 걱정 말아요! 그대》 JTBC
- 2017년 《내 손안의 부모님》 MBN

### 광고
- 1996년 ~ 1997년 애경산업 센서블 샴푸
- 1997년 크라운제과 하스본
- 1998년 크라운제과 죠리퐁·와글와글
- 1998년 크라운제과 롱스 (김규리와 함께 출연)
- 1998년 LG생활건강 헤르시나
- 2011년 농심 튤립햄
- 2013년 농심 둥지냉면
- 2013년 토니모리

## 가수 활동

### 앨범
- 2000년 1집 : 《비인 (悲忍)》
- 2005년 2집 : 《Reach For The Sky》 (싱글 앨범)
- 2005년 3집 : 《Song Bird》
- 2011년 4집 : 《Sona`s Ukulele Breeze》

OST
- 《황홀한 이웃 OST Part 3》 (2015년)

## 논란
2017년 6월 16일 숭의초등학교에 재학 중인 아들이 수련회 참석 중 동급생을 폭행하였다는 사실이 밝혀지면서 비난을 받게 되었다. 윤손하는 이에 대해 사과문을 올렸으나 내용이 사과문으로서 부적절하다는 이유로 더 큰 비난을 받았고, 2017년 12월 캐나다로 이민을 결정하였다.

## 특이 사항
일본에서는 호리프로덕션이라는 소속사에 소속되어 있다. 일본에서의 가수 활동 때는 소나(Sona)라는 예명을 따로 사용하고 있다.